# Dao động điện tử

Sơ đồ khối của dao động phản hồi tuyến tính; bộ khuếch đại A với đầu ra V_{o} được đưa trở lại vào đầu vào V_{f} thông qua bộ lọc β(jω).

Dao động tử điện tử hay mạch dao động điện tử là mạch điện tử tạo ra tín hiệu điện tử dao động tuần hoàn có dạng sóng xác định. Trong nhiều trường hợp các mạch đơn giản tạo ra sóng vuông. Các mạch tạo sóng dạng sin, dạng răng cưa hay dạng đặc biệt khác thì có mạch phức tạp để duy trì hình dạng và độ ổn định của sóng phát ra.
Bộ tạo dao động (dao động tử) chuyển đổi dòng điện một chiều (DC) từ nguồn cung cấp thành tín hiệu dòng điện xoay chiều (AC). Chúng được sử dụng rộng rãi làm xung nhịp (Clock signal) hoặc tín hiệu định dạng xác định trong nhiều thiết bị điện tử, từ máy phát đồng hồ đơn giản nhất đến các thiết bị kỹ thuật số như máy tính và thiết bị ngoại vi phức tạp, các Hệ thống điều khiển trong các thiết bị công nghiệp và gia dụng các cỡ. Ví dụ phổ biến về tín hiệu được tạo bởi bộ dao động bao gồm tín hiệu được phát bởi đài phát và truyền hình, tín hiệu đồng hồ điều chỉnh máy tính và đồng hồ thạch anh, và âm thanh được tạo ra bởi tiếng bíp điện tử và trò chơi video.

## Phân loại
Các mạch điện được phân loại theo các tiêu chí khác nhau cho ra các nhóm khác nhau.

### Dải tần số làm việc
Mạch dao động thường được đặc trưng bởi tần số tín hiệu đầu ra của chúng.
- Mạch tạo dao động tần số thấp (LFO, low-frequency oscillator) là bộ dao động điện tử tạo ra tần số dưới khoảng 20 Hz. Thuật ngữ này thường được sử dụng trong lĩnh vực tổng hợp âm thanh, để phân biệt với bộ tạo dao động tần số âm thanh.
- Mạch tạo dao động âm thanh tạo ra các tần số trong phạm vi âm thanh, khoảng 16 Hz đến 20 kHz.
- Mạch tạo dao động RF (radio frequency) tạo ra các tín hiệu trong dải tần số vô tuyến (RF) khoảng 100 kHz đến 100 GHz. Chúng được dùng trong truyền thông và điện toán.

### Dạng tín hiệu ra
- Phổ biến nhất là các mạch tạo xung vuông hoặc gần vuông, dùng làm xung nhịp (clock) hoặc định thời (timer) trong các thiết bị kỹ thuật số. Thông thường ngõ ra của chúng được đệm bằng cổng logic để có xung vuông thật sự.
- Các mạch phát sóng sin hoặc gần sin, dùng làm sóng mang trong phát sóng viễn thông, hoặc trong các ứng dụng âm tần.
- Các mạch phát sóng dạng đặc thù, như răng cưa một sườn hoặc hai sườn. Tín hiệu răng cưa một sườn được dùng trong mạch quét của TV analog, trong radar cũ,... Tín hiệu răng cưa hai sườn được dùng trong mạch như ADC. Ngày nay phần lớn các mạch này được thay thế bằng mạch kỹ thuật số.

### Công suất làm việc
- Hầu hết các mạch tạo dao động dùng trong kỹ thuật điện tử có công suất nhỏ, cỡ micro đến miliwatt. Sau đó tín hiệu có thể đưa tới các khuếch đại và phát sóng với công suất lớn hơn, có thể đến cỡ vài chục KW.
- Các đèn phát sóng RF cỡ vài trăm đến ngàn VA, dùng trong lò vi sóng.[4]
- Các bộ biến tần (inverter) là các bộ tạo dao động được thiết kế để chuyển đổi năng lượng từ nguồn cung cấp điện một chiều DC và đầu ra điện xoay chiều AC công suất cao. Chúng có thể được điều khiển hòa đồng bộ với lưới điện, và là thành phần không thể thiếu trong các trạm phát điện năng lượng tái tạo có công suất thay đổi theo môi trường, như điện mặt trời, điện gió, điện sóng, điện thủy triều,...[5]

## Các mạch điện
- Mạch dùng linh kiện có đặc tuyến V-A với những đoạn có "điện trở vi phân âm", tức là đường V-A có đoạn đi xuống hay {\displaystyle dI/dV<0}. Ví dụ đèn neon có đoạn b-d trong đặc tuyến V-A, được dùng làm "dao động tích thoát" tần thấp. Các diode tunnel, đèn Magnetron,... được dùng cho tạo sóng RF tần cao và siêu cao.

Đặc trưng VA đèn neon
Sơ đồ mạch "dao động tích thoát" (thăng giáng) dùng đèn neon
Đường cong điện áp, dòng và đặc tuyến VA động của đèn neon

- Mạch có khuếch đại {\displaystyle A} và phản hồi dương có dạng bộ lọc β(jω). Tín hiệu ra được lọc và đưa trở về lối vào. Khi hệ số phản hồi ở thành phần tần số nào đó ở mức phù hợp với độ khuếch, tín hiệu này được khuếch đại và dẫn đến dao động được duy trì.
  - Nếu hệ số khuếch lớn, tín hiệu ra đạt tới mức bão hòa, gồm mức cao Vdd và mức thấp VGND hoặc Vss kế tiếp nhau, xung ra có dạng hình thang hoặc gần vuông.
  - Nếu hệ số khuếch vừa phải và bộ lọc phản hồi β(jω) có dải thông hẹp hệ thống sẽ cho ra sóng đơn hài gần sin.
  - Nếu hệ số khuếch vừa phải và bộ lọc phản hồi β(jω) có dải thông rộng hệ thống sẽ cho ra sóng có dạng phức tạp tùy theo mạch cụ thể.

Có hai loại dao động điện tử chính - dao động tuyến tính hoặc hài và dao động phi tuyến hoặc dao động thăng giáng (relaxation).
Bộ tạo dao động tinh thể có mặt khắp nơi trong các thiết bị điện tử hiện đại và tạo ra các tần số từ 32 kHz đến hơn 150 MHz, với các tinh thể 32 kHz phổ biến trong việc giữ thời gian và tần số cao hơn phổ biến trong các ứng dụng tạo xung nhịp và sóng RF.

## Dao động RC

Hai mạch dao động LC: dao động Hartley và Colpitts

Các mạch Dao động RC là mạch dao động điện tử sử dụng mạng RC cho phần chọn lọc tần số để tạo ra tín hiệu ra có tần số và dạng mong muốn.
Thông thường chúng là thành phần của dao động thăng giáng có sử dụng kết hợp giữa điện trở và tụ điện với các mạch khuếch đại để tạo dạng tín hiệu. Trong số các dạng tín hiệu có các mạch tạo ra tín hiệu ra hình sin. Trong kỹ thuật số thì dùng mạch dao động RC cho ra xung vuông liên tục hoặc đơn lẻ, có yêu cầu cao về độ dốc sườn xung.
Mạng RC có phản ứng chậm với các thay đổi điện, nên Dao động RC thường cho ra dao động có tần số dưới 100 KHz, tức là ở dải tần âm và siêu âm.

Mạch dao động thăng giáng dùng op-amp và dãy RC phổ biến.
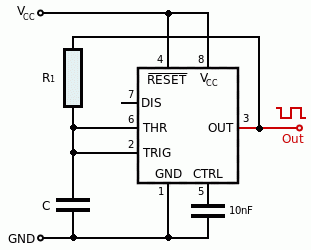
Mạch tạo sóng vuông dùng IC 555 Timer
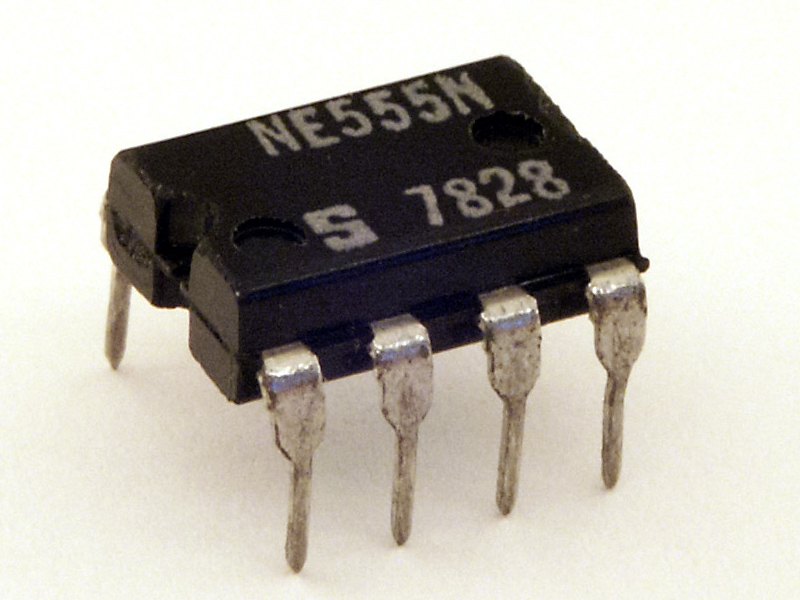
IC 555 Timer

## Dao động LC
Các mạch Dao động LC là mạch dao động điện tử sử dụng mạng LC cho phần chọn lọc tần số để tạo ra tín hiệu ra có tần số và dạng mong muốn.
Mạng LC có phản ứng nhanh và chọn lọc tần số cao, nên Dao động LC dùng cho phát tần số radio từ cỡ 0,1 Mhz đến vài trăm MHz. Các mạch phát tần siêu cao dùng nguyên lý khác.
Một thành viên của Dao động LC là Dao động tinh thể, trong đó phần tử tinh thể được mô hình tương đương là một mạng LC.

## Dao động tinh thể
Các mạch Dao động tinh thể dùng tinh thể để ổn định tần số. Phần tử tinh thể có sơ đồ tương đương là LC nối tiếp, và hoạt động của mạch được khảo sát như là một Dao động LC.
Các Dao động tinh thể tần số dưới 10 MHz thường dùng sơ đồ gọi là mạch Dao động Pierce, trong đó dùng một CMOS NOT gate ráp ở chế độ khuếch đại với phản hồi qua tinh thể nối tiếp. Chúng được chế sẵn thành mạch tích hợp ở một số giá trị tần số chuẩn hóa cung cấp xung nhịp cho các thiết bị kỹ thuật số như máy tính.

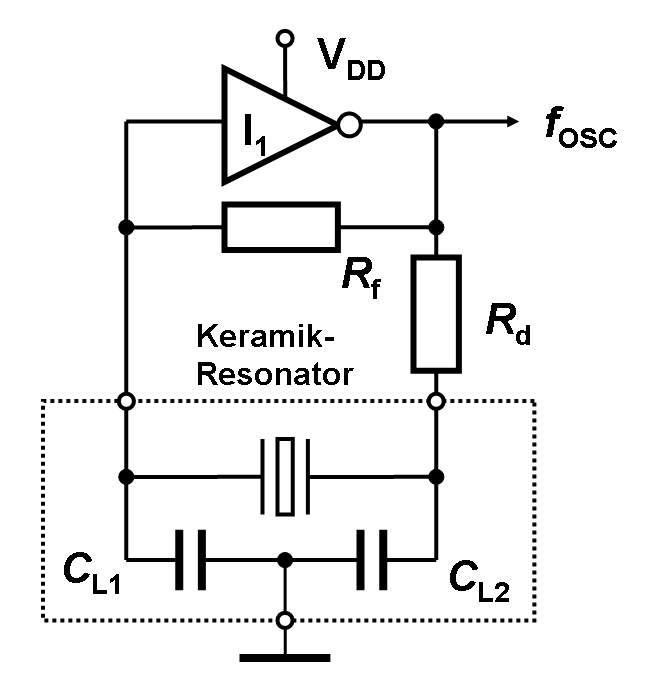
Mạch dao động Pierce điển hình
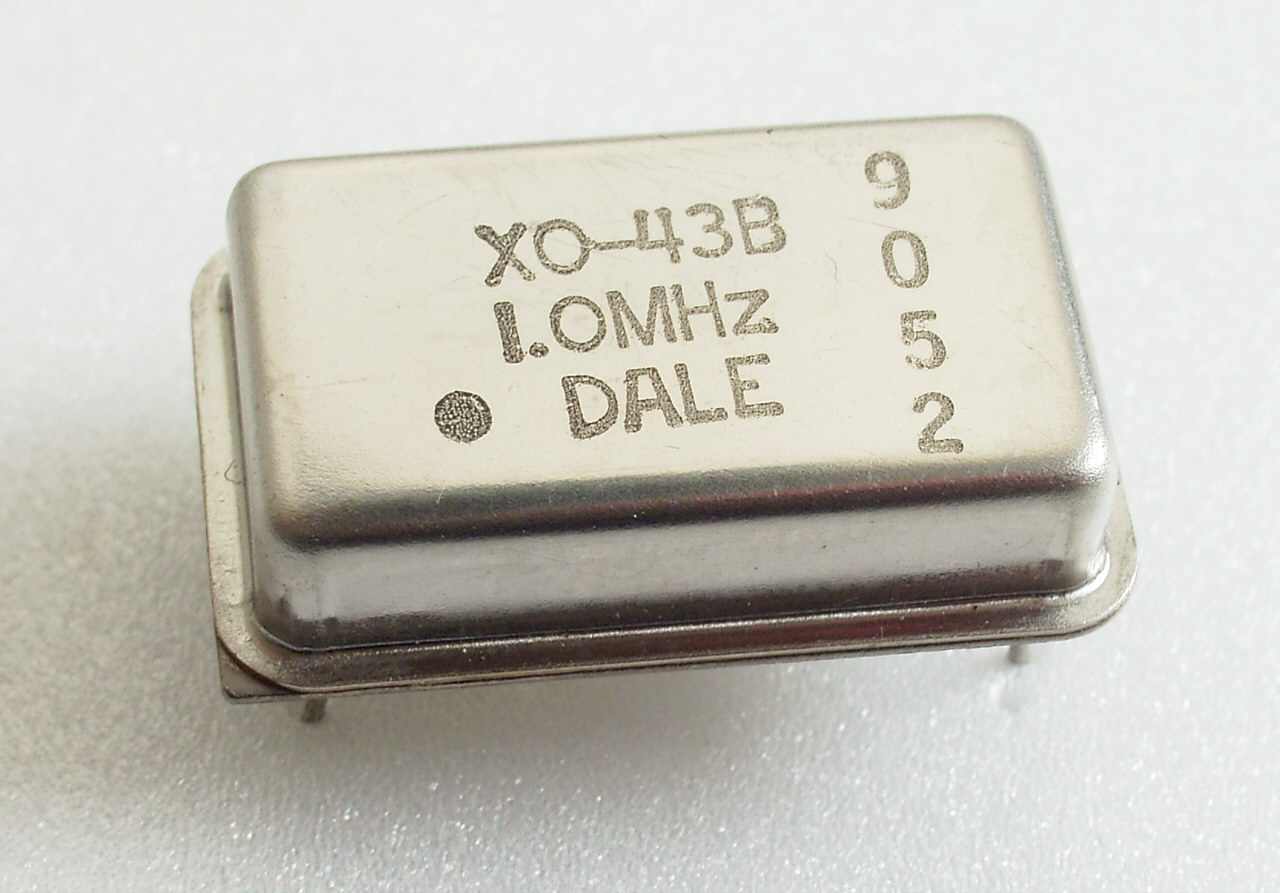
Mạch tích hợp dao động 1 MHz dùng ổn tần thạch anh.